# З хору
«З хору» (англ. Out of the Chorus) — американська мелодрама режисера Герберта Блаше 1921 року.

## У ролях
- Еліс Брейді — Флоренц Меддіс
- Вернон Стіл — Росс Ван Бікмен
- Чарльз К. Джеррард — Нед Ормсбі
- Емілі Фіцрой — місіс Ван Бікмен
- Едіт Стоктон — Фола
- Річард Карлайл — Маддокс
- Констанс Беррі — Маргарет Ван Бікмен
- Бен Пробст — Файнштейн